# Показатели пожаровзрывоопасности
Пожаровзрывоопасность веществ и материалов — совокупность свойств, характеризующих их способность к образованию горючей (пожароопасной или взрывоопасной) среды, характеризуемая их физико-химическими свойствами и (или) поведением в условиях пожара. Следствием горения, в зависимости от его скорости и условий протекания, могут быть пожар (диффузионное горение) или взрыв (дефлаграционное горение предварительно перемешанной смеси горючего с окислителем).
Показатели пожаровзрывоопасности веществ и материалов определяют с целью получения исходных данных для разработки систем по обеспечению пожарной безопасности и взрывобезопасности в соответствии с требованиями ГОСТ 12.1.004 и ГОСТ 12.1.010, строительных норм и правил, правил устройства электроустановок; при классификации опасных грузов по ГОСТ 19433; для выбора категории помещений и зданий в соответствии с требованиями норм технологического проектирования; для технического надзора за изготовлением материалов и изделий при постройке и ремонте судов.
Пожаровзрывоопасность веществ и материалов определяется показателями, выбор которых зависит от агрегатного состояния вещества (материала) и условий его применения.
При определении пожаровзрывоопасности веществ и материалов различают:
- газы — вещества, давление насыщенных паров которых при температуре 25 °C и давлении 101,3 кПа превышает 101,3 кПа;
- жидкости  — вещества, давление насыщенных паров которых при температуре 25 °C и давлении 101,3 кПа меньше 101,3 кПа. К жидкостям относят также твердые плавящиеся вещества, температура плавления или каплепадения которых меньше 50 °C;
- твердые вещества и материалы — индивидуальные вещества и иx смесевые композиции с температурой плавления или каплепадения больше 50 °C, а также вещества, не имеющие температуру плавления (например, древесина, ткани и т. п.);
- пыли — диспергированные твердые вещества и материалы с размером частиц менее 850 мкм.

## Перечень показателей
| Показатель пожарной опасности | Вещества и материалы в различном агрегатном состоянии | Вещества и материалы в различном агрегатном состоянии | Вещества и материалы в различном агрегатном состоянии | Пыли |
| Показатель пожарной опасности | газообразные                                          | жидкие                                                | твердые                                               | Пыли |
| --- | ----------------------------------------------------- | ----------------------------------------------------- | ----------------------------------------------------- | ---- |
| Безопасный экспериментальный максимальный зазор, мм | +                                                     | +                                                     | -                                                     | +    |
| Выделение токсичных продуктов горения с единицы массы горючего, кг/кг | -                                                     | +                                                     | +                                                     | -    |
| Группа воспламеняемости | -                                                     | -                                                     | +                                                     | -    |
| Группа горючести | +                                                     | +                                                     | +                                                     | +    |
| Группа распространения пламени | -                                                     | -                                                     | +                                                     | -    |
| Коэффициент дымообразования, м²/кг | -                                                     | +                                                     | +                                                     | -    |
| Излучающая способность пламени | +                                                     | +                                                     | +                                                     | +    |
| Индекс пожаровзрывоопасности, Па/(м/с) | -                                                     | -                                                     | -                                                     | +    |
| Индекс распространения пламени | -                                                     | -                                                     | +                                                     | -    |
| Кислородный индекс, % об. | -                                                     | -                                                     | +                                                     | -    |
| Концентрационные пределы распространения пламени (воспламенения) в газах и парах, % об., пылях, кг/м³ | +                                                     | +                                                     | -                                                     | +    |
| Концентрационный предел диффузионного горения газовых смесей в воздухе, % об. | +                                                     | +                                                     | -                                                     | -    |
| Критическая поверхностная плотность теплового потока, Вт/м² | -                                                     | +                                                     | +                                                     | -    |
| Линейная скорость распространения пламени, м/с | -                                                     | -                                                     | +                                                     | -    |
| Максимальная скорость распространения пламени вдоль поверхности горючей жидкости, м/с | -                                                     | +                                                     | -                                                     | -    |
| Максимальное давление взрыва, Па | +                                                     | +                                                     | -                                                     | +    |
| Минимальная флегматизирующая концентрация газообразного флегматизатора, % об. | +                                                     | +                                                     | -                                                     | +    |
| Минимальная энергия зажигания, Дж | +                                                     | +                                                     | -                                                     | +    |
| Минимальное взрывоопасное содержание кислорода, % об. | +                                                     | +                                                     | -                                                     | +    |
| Низшая рабочая теплота сгорания, Дж/кг | +                                                     | +                                                     | +                                                     | -    |
| Нормальная скорость распространения пламени, м/с | +                                                     | +                                                     | -                                                     | -    |
| Показатель токсичности продуктов горения, г/м³ | +                                                     | +                                                     | +                                                     | +    |
| Потребление кислорода на единицу массы горючего, кг/кг | -                                                     | +                                                     | +                                                     | -    |
| Предельная скорость срыва диффузионного факела, м/с | +                                                     | +                                                     | -                                                     | -    |
| Скорость нарастания давления взрыва, МПа/с | +                                                     | +                                                     | -                                                     | +    |
| Способность гореть при взаимодействии с водой, кислородом воздуха и другими веществами | +                                                     | +                                                     | +                                                     | +    |
| Способность к воспламенению при адиабатическом сжатии | +                                                     | +                                                     | -                                                     | -    |
| Способность к самовозгоранию | -                                                     | -                                                     | +                                                     | +    |
| Способность к экзотермическому разложению | +                                                     | +                                                     | +                                                     | +    |
| Температура воспламенения, °C | -                                                     | +                                                     | +                                                     | +    |
| Температура вспышки, °C | -                                                     | +                                                     | -                                                     | -    |
| Температура самовоспламенения, °C | +                                                     | +                                                     | +                                                     | +    |
| Температура тления, °C | -                                                     | -                                                     | +                                                     | +    |
| Температурные пределы распространения пламени (воспламенения), °C | -                                                     | +                                                     | -                                                     | -    |
| Удельная массовая скорость выгорания, (кг/с)/м² | -                                                     | +                                                     | +                                                     | -    |
| Удельная теплота сгорания, Дж/кг | +                                                     | +                                                     | +                                                     | +    |
| Примечание: 1. Знак «+» обозначает применяемость, знак «-» — не применяемость показателя. 2. Кроме указанных в таблице, допускается использовать другие показатели, более детально характеризующие пожаровзрывоопасность веществ и материалов. |                                                       |                                                       |                                                       |      |